# Túpolev ANT-35
El Túpolev ANT-35 fue un monoplano soviético de transporte ligero bimotor, que entró en servicio con Aeroflot en 1937 como Túpolev PS-35.

## Desarrollo
En 1935, Andréi Túpolev organizó un equipo de diseño liderado por Aleksándr Arkhángel'skiy para comenzar los trabajos sobre un avión de pasajeros de alta velocidad, basado en el ANT-40 (más tarde conocido como SB), que había volado por primera vez en octubre de 1934. El nuevo transporte, el ANT-35, disponía de un nuevo fuselaje, aunque las alas, la cola y el tren de aterrizaje del avión se basaban estrechamente en los del ANT-40. Era un monoplano de ala baja bimotor totalmente metálico con tren de aterrizaje convencional y ruedas principales retráctiles. El avión tenía una tripulación de dos pilotos, que se sentaban en una cabina de vuelo cerrada, mientras que la cabina tenía asientos para 10 pasajeros. El primer prototipo, propulsado por dos motores radiales Gnome-Rhone 14K de 600 kW (800 hp), realizó su primer vuelo el 20 de agosto de 1936. Las pruebas iniciales resultaron exitosas, y en noviembre de aquel año fue exhibido en la Muestra Aérea de París.
La cabina del ANT-35, con una altura interior de solo 1,68 m, y aún más reducida por el paso de los largueros del ala, era muy estrecha, y el segundo prototipo, designado ANT-35bis, tenía la altura del fuselaje incrementada en 15 cm, mejorando mucho el espacio para los pasajeros, mientras que estaba equipado con dos motores Wright Cyclone G2 de 750 kW (1000 hp). El ANT-35bis fue completado en junio de 1937, y el modelo fue puesto en producción en la Factoría N.º 22 en Moscú, siendo propulsados los aviones de producción por Cyclone o por el derivado soviético bajo licencia, el Shvetsov M-62IR, y comenzando las entregas en 1938. En 1939, las fábricas soviéticas comenzaron a fabricar bajo licencia el avión comercial Douglas DC-3, que usaba los mismos motores, pero que podía llevar el doble de pasajeros a una distancia mayor, por lo que la producción del ANT-35bis se detuvo ese año, completándose solo nueve aviones (más los dos prototipos).

## Historia operacional
El primer prototipo entró en servicio con Aeroflot en julio de 1937, sirviendo en la ruta Moscú-Estocolmo, y al que se le unió el segundo prototipo, en cuanto acabó las pruebas, ya en otras rutas internacionales, incluyendo servicios entre Moscú y Praga. Los últimos PS-35 se unieron al departamento ucraniano de Aeroflot en 1939, operando vuelos desde Kiev a Moscú y Odesa.
Varios PS-35 resultaron destruidos por los bombarderos alemanes poco después de la invasión alemana de la Unión Soviética el 22 de junio de 1941, reuniéndose el resto de aviones en el Grupo Especial de Aviación de Kiev, donde fueron empleados para transportar munición y suministros médicos, y lanzar agentes tras las líneas del frente. Al menos un PS-35 permaneció en servicio hasta 1944.

## Variantes
ANT-35
Prototipo con dos motores radiales Gnome-Rhone 14K de 600 kW (800 hp), más tarde reemplazados por M-85; uno construido.
ANT-35bis
Variante de producción con dos motores Shvetsov M-62IR de 750 kW (1000 hp), un prototipo y nueve aviones de producción construidos.

## Operadores
Unión Soviética
- Aeroflot

## Especificaciones (ANT-35bis)
Referencia datos: Tupolev: The Man and His Aircraft

### Características generales
- Tripulación: Dos (pilotos)
- Capacidad: 10 pasajeros
- Longitud: 15,4 m (50,5 ft)
- Envergadura: 20,8 m (68,2 ft)
- Altura: 5,7 m (18,6 ft)
- Superficie alar: 57,8 m² (622,2 ft²)
- Peso vacío: 5010 kg (11 042 lb)
- Peso máximo al despegue: 7000 kg (15 428 lb)
- Planta motriz: 2× motor radial de nueve cilindros refrigerado por aire Shvetsov M-62IR.
  - Potencia: 750 kW (1034 HP; 1020 CV) (potencia de despegue)[8] cada uno.

### Rendimiento
- Velocidad crucero (Vc): 372 km/h (231 MPH; 201 kt)
- Alcance: 1200 km (648 nmi; 746 mi)
- Techo de vuelo: 7200 m (23 622 ft) [8]
- Tiempo a altitud: 13 min a 5000 m (16 000 pies)[8]

## Aeronaves relacionadas

### Secuencias de designación
- Secuencia ANT-_ (interna de Túpolev): ← ANT-29 - ANT-30 - ANT-31 - ANT-35 - ANT-36 - ANT-37 - ANT-40 →
- Secuencia PS-_ (Aviones de Pasajeros soviéticos, 1923-1940): ← PS-7 - PS-9 - PS-30 - PS-35 - PS-40 - PS-41 - PS-42 →